# Botola Maroc Telecom 2016/17
Het Botola Maroc Telecom-seizoen 2016/17 is het 101e seizoen van de hoogste Marokkaanse voetbalcompetitie. Hierin wordt gestreden om het landskampioenschap voetbal. Aan de competitie nemen zestien clubs deel. De regerend landskampioen is FUS Rabat. Chabab Atlas Khénifra werd in het seizoen 2015/16 kampioen van de Eerste divisie en keert daarmee na één seizoen terug naar de Botola Maroc Telecom. Daarnaast promoveert ook JS de Kasbat Tadla naar de hoogste Marokkaanse voetbalcompetitie. Mouloudia Oujda en Maghreb Fez degradeerden beiden na één seizoen rechtstreeks weer naar de Eerste divisie.

## Teams
De volgende teams nemen deel aan de Botola Maroc Telecom tijdens het seizoen 2016/2017.
| Club                     | Plaats       | Trainer            | Stadion                     | Capaciteit |
| ------------------------ | ------------ | ------------------ | --------------------------- | ---------- |
| Chabab Rif Al Hoceima    | Al Hoceima   | Dominique Bijotat  | Stade Mimoun Al Arsi        | 12.500     |
| Chabab Atlas Khénifra    | Khénifra     | Mohamed Bouther    | Stade Municipal de Khénifra | 5.000      |
| Difaa El Jadida          | El Jadida    | Abderrahim Taleb   | Stade El Abdi               | 10.000     |
| FAR Rabat                | Rabat        | Abdelmalek Al Aziz | Stade Moulay Abdallah       | 65.000     |
| FUS Rabat                | Rabat        | Walid Regragui     | Stade de FUS                | 15.000     |
| Hassania Agadir          | Agadir       | Abdelhadi Sektioui | Stade Adrar                 | 48.480     |
| IR Tanger                | Tanger       | Abdelhak Benchikha | Stade Ibn Batouta           | 45.000     |
| JS Kasba Tadla           | Tadla-Azilal | Hicham Idrissi     | Stade Municipal             | 10.000     |
| KAC Kenitra              | Kenitra      | Jean-Guy Wallemme  | Stade Municipal             | 15.000     |
| Kawkab Marrakech         | Marrakech    | Hassan Benabicha   | Stade de Marrakech          | 45.240     |
| Moghreb Athletic Tétouan | Tétouan      | Sergio Lobera      | Stade Saniat Rmel           | 15.000     |
| Olympique Khouribga      | Khouribga    | Mustafa Mrini      | Complexe OCP                | 10.000     |
| Olympique Safi           | Safi         | Hicham Dmihi       | Stade El Massira            | 15.000     |
| Raja Casablanca          | Casablanca   | M'hamed Fakhir     | Stade Mohammed V            | 67.000     |
| RS Berkane               | Berkane      | Rachid Taoussi     | Stade Municipal de Berkane  | 20.000     |
| Wydad Casablanca         | Casablanca   | John Toshack       | Stade Mohammed V            | 67.000     |

## Eindstand
| Plaats | Club                            | Wed. | W  | G  | V  | Saldo | Ptn. |
| ------ | ------------------------------- | ---- | -- | -- | -- | ----- | ---- |
| 1.     | Wydad Casablanca                | 30   | 19 | 9  | 2  | 50-24 | 66   |
| 2.     | Difaa El Jadida                 | 30   | 16 | 11 | 3  | 45-23 | 59   |
| 3.     | Raja Casablanca                 | 30   | 15 | 12 | 3  | 42-17 | 57   |
| 4.     | Renaissance Sportive de Berkane | 30   | 14 | 9  | 7  | 30-16 | 51   |
| 5.     | Ittihad Tanger                  | 30   | 12 | 9  | 9  | 33-25 | 45   |
| 6.     | FAR Rabat                       | 30   | 11 | 11 | 8  | 42-39 | 44   |
| 7.     | FUS Rabat                       | 30   | 11 | 7  | 12 | 32-32 | 40   |
| 8.     | Hassania Agadir                 | 30   | 10 | 8  | 12 | 32-40 | 38   |
| 9.     | Olympique Safi                  | 30   | 10 | 6  | 14 | 25-32 | 36   |
| 10.    | Chabab Atlas Khénifra           | 30   | 7  | 13 | 10 | 26-25 | 34   |
| 11.    | Olympique Khouribga             | 30   | 10 | 4  | 16 | 34-40 | 34   |
| 12.    | Moghreb Athletic Tétouan        | 30   | 9  | 7  | 14 | 30-37 | 34   |
| 13.    | Kawkab Marrakech                | 30   | 9  | 6  | 15 | 36-42 | 33   |
| 14.    | Chabab Rif Al Hoceima           | 30   | 8  | 7  | 15 | 26-46 | 31   |
| 15.    | JS de Kasbat Tadla              | 30   | 7  | 7  | 16 | 25-47 | 28   |
| 16.    | KAC Kenitra                     | 30   | 5  | 8  | 17 | 27-50 | 23   |

| Kleur | Kwalificatie voor                                 |
| ----- | ------------------------------------------------- |
|       | Landskampioen, Hoofdtoernooi CAF Champions League |
|       | Hoofdtoernooi CAF Champions League                |
|       | CAF Confederation Cup                             |
|       | Degradatie naar de GNF 2                          |

### Kampioen
| Botola Maroc Telecom 2016/17          |
| Marokko                               |
| ------------------------------------- |
| WYDAD CASABLANCA Kampioen (19° titel) |